# (32792) 1989 TR7
1989 TR7 (asteroide 32792) é um asteroide da cintura principal. Possui uma excentricidade de 0.10925170 e uma inclinação de 10.35270º.
Este asteroide foi descoberto no dia 7 de outubro de 1989 por Eric Walter Elst em La Silla.